# Valles de Lanzo
Los Valles de Lanzo (en italiano, Valli di Lanzo; en piamontés, Valade ëd Lans) son un conjunto de valles situados al oeste del Piamonte, cuyas aguas confluyen en el Río Stura di Lanzo.

## Geografía
De norte a sur se encuentran:
- Valle Grande de Lanzo, cuyos centros principales son Cantoira, Chialamberto y Groscavallo;
- Valle de Ala, con Ala di Stura y Balme;
- Valle de Viù, con Viù, Lemie y Usseglio.

El Valle Grande de Lanzo se une al Valle d'Ala en Ceres. Más abajo, en Traves, se une también el Valle de Viù y después de Lanzo la Stura sale de las montañas llegando a la llanura padana.
Están delimitados por estas fronteras:
| Norte            | Este             | Sur             | Oeste                 |
| * Valle del Orco | * Llanura Padana | * Valle de Susa | * Maurienne (Francia) |

### Montañas principales

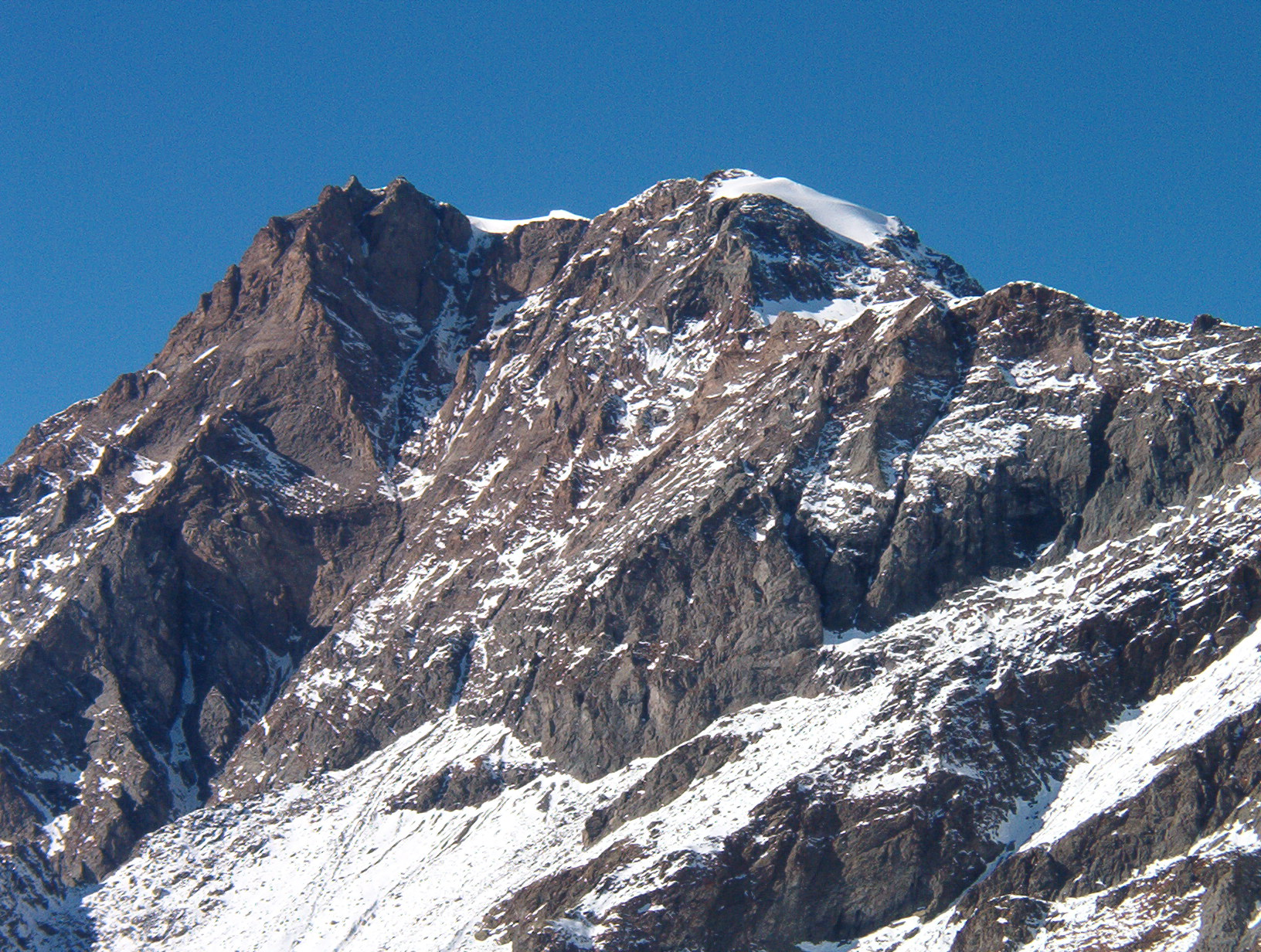
La Uia di Ciamarella, la cumbre más alta de los Valles de Lanzo.

- Levanna Centrale - 3.619 m
- Uia di Ciamarella - 3.676 m
- Uia di Bessanese - 3.606 m
- Punta d'Arnas - 3.560 m
- Croce Rossa - 3.566 m
- Rocciamelone - 3.538 m.